# Rosario to Vampire
Rosario to Vampire (ロザリオとバンパイア) là một loạt manga được viết và minh họa bởi Ikeda Akihisa. Câu chuyện xoay nhân vật Tsukune Aono một anh chàng vô tình ghi danh mình vào học viện nơi đào tạo những yêu quái. Anh ta nhanh chóng kết bạn với Akashiya Moka là một vampire người mà đã nhanh chóng mê máu của anh ta (anh ta gần như trở thành bữa trưa hằng ngày của cô,nhưng anh ta vẫn sống), sau đó những cô gái khác cũng bắt đầu mến anh ta. Bộ đầu của loạt manga này được đăng trên Monthly Shōnen Jump từ ngày 06 tháng 7 năm 2004 đến ngày 06 tháng 9 năm 2007. Bộ manga tiếp theo có tựa Rosario to Vampire Season II (ロザリオとバンパイア seasonII) bắt đầu được đăng trên Jump Square từ ngày 04 tháng 11 năm 2007 đến ngày 19 tháng 4 năm 2014.
Tác phẩm này đã được chuyển thể thành loạt anime với bộ đầu có tựa đề Rosario to Vampire gồm 13 tập và phát sóng tại Nhật Bản từ ngày 03 tháng 1 đến ngày 27 tháng 3 năm 2008. Bộ anime thứ hai có tựa Rosario to Vampire Capu2 đã tiếp tục câu chuyện giới thiệu thêm nhân vật mới chỉ có trong anime cũng đã được phát sóng từ ngày 02 tháng 10 đến ngày 24 tháng 12 năm 2008.

## Tổng quan

### Sơ lược cốt truyện
Tsukune là anh chàng học khá tệ,vì vậy đành phải tìm trường tư để học tiếp cấp ba, song tới một ngày anh nhận được giấy giới thiệu về ngôi trường khá lạ do 1 ông thầy tu làm rơi, không chần chừ anh nhập trường ngay tức khắc. Song ở đây anh nhận ra nhiều sự lạ và thật phũ phàng thay khi đây là trường cho yêu quái, ở đây anh gặp Akashiya Moka trông khá hiền lành nhưng cô lại là vamprive đang bị phong ấn, khi gỡ bỏ thánh giá trên cổ thì mới trở về hình dáng thật, cô mến anh vì máu anh khá ngon hơn nữa chứa nhiều vitamin và khoáng chất. Nhiều biến cố xảy tới khá thú vị và ở đây họ còn gặp thêm nhiều bạn mới, từ đây chuyến phiêu lưu gian khổ và sóng gió của anh chàng đào hoa Tsukune đã bắt đầu.

### Nhân vật

#### Trường Yōkai

##### Câu lạc bộ báo chí
Aono Tsukune (青野 月音, あおの つくね)
Lồng tiếng bởi: Kishio Daisuke (tiếng Nhật), Đàm Vĩnh Hưng (tiếng Việt)
Akashiya Moka (赤夜 萌香, あかしや モカ)
Lồng tiếng bởi: Mizuki Nana (tiếng Nhật) (tiếng Nhật), Dương Hoàng Yến   (tiếng Việt)
Moka Akashiya, nhân vật nữ chính của bộ truyện, là ma cà rồng mang trong mình "thuần huyết" – một ma cà rồng thật sự. Cô là đại diện cho kiểu nhân vật đa nhân cách, vẻ bề ngoài ngây thơ, làn da trắng trẻo, gương mặt xinh đẹp, mái tóc màu hồng buông dài cộng với những biểu hiện đôi lúc có hơi trẻ con khiến không ít học viên của "học viện quái vật" – ngôi trường mà cô chuyển đến học – để ý và thèm muốn cô. Nhưng đâu ai ngờ rằng đằng sau vẻ ngoài "kawaii" đó lại là một ma cà rồng cực kì mạnh mẽ mỗi khi gỡ chiến thánh giá trên cổ xuống. Những khi biến hình thành ma cà rồng thì mái tóc của Moka sẽ chuyển sang màu trắng.
Ura Moka (裏萌香, うらモカ)
Lồng tiếng bởi: Mizuki Nana (tiếng Nhật), Hoa bong bóng Thi (tiếng Việt)
Kurono Kurumu (黒乃 胡夢, くろの くるむ)
Lồng tiếng bởi: Fukuen Misato
Sendō Yukari (仙童 紫, せんどう ゆかり)
Lồng tiếng bởi: Koyama Kimiko
Shirayuki Mizore (白雪 みぞれ, しらゆき みぞれ)
Lồng tiếng bởi: Kugimiya Rie
Tojyo Rubi (橙条 瑠妃, とうじょう るび)
Lồng tiếng bởi: Chiba Saeko / Itō Shizuka (VOMIC)
Shuzen Koko (朱染 心愛, しゅぜん ココア)
Lồng tiếng bởi: Saitō Chiwa
Kō-chan (こーちゃん, 謎こうもり)
Lồng tiếng bởi: Koyasu Takehito
Morioka Ginei (森丘 銀影, もりおか ぎんえい)
Lồng tiếng bởi: Seki Tomokazu

##### Ban an ninh
Kuyō (九曜, くよう)
Lồng tiếng bởi: Ikeda Shūichi
Keito (螢糸, けいと)
Lồng tiếng bởi: Nogami Yukana
Deshi Deshiko (でしでし子)
Lồng tiếng bởi: Gotō Saori
Sokkin (側近, そっきん)
Lồng tiếng bởi: Tobita Nobuo, Onozuka Takashi

##### Băng Yōkai lai
Kaneshiro Hokuto (金城 北都, かねしろ ほくと)
Midō Kusabi (御堂 楔, みどう くさび)
Yakumaru Mako (薬丸 麻子, やくまる まこ)
Lồng tiếng bởi: Kouda Mariko
Graffiti ma (ラクガキ魔, ラクガキま)
Ueshiba Mizuki (植芝 蚓希, うえしば みずき)
Komiya Saizō (小宮 砕蔵, こみや さいぞう)
Lồng tiếng bởi: Hiyama Nobuyuki
Moroha (緒葉, もろは)

##### Học sinh đã tốt nghiệp
Hyakushiki (百式, ひゃくしき)
Yakuza (ヤクザ)
Otonashi San (音無 燦, おとなし さん)

##### Học sinh khác
Wanibuchi Tadashi (鰐淵 正, わにぶち ただし)
Lồng tiếng bởi: Takeo Tomoharu
Ichinose Tamao (一ノ瀬 珠魚, いちのせ たまお)
Lồng tiếng bởi: Inoue Yuki
Kanō Nagare (叶 流行, かのう ながれ)
Chopper Rikiishi (チョッパー力石, チョッパーりきいし)
Inui Junya (乾 潤也, いぬい じゅんや)
Nakamoto Kokko (仲本 枯々, なかもと こっこ)
Miyamoto Haiji (宮本 灰次, みやもと はいじ)
Hoàng Phương Phương (黄 芳芳, ウォン ファンファン)
Hoàng Linh Linh (黄 鈴鈴, ウォン リンリン)

##### Giáo viên
Mikogami Tenmei (御子神 典明, みこがみ てんめい)
Lồng tiếng bởi: Satō Masaharu
Nekonome Shizuka (猫目 静, ねこのめ しずか)
Lồng tiếng bởi: Inoue Kikuko
Ishigami Hitomi (石神 瞳, いしがみ ひとみ)
Kagome Ririko (籠女 李々子, かごめ りりこ)
Lồng tiếng bởi: Hisakawa Aya
Kotsubo Okuto (小壷 奥人, こつぼ おくと)
Lồng tiếng bởi: Kase Yasuyuki
Tsumugi Mayumi (紡 繭美, つむぎ まゆみ)
Excellent Maki (エクセレント・マキ)
Bus no Untenju-san (バスの運転手さん)
Lồng tiếng bởi: Inoue Norihiro / Nagashima Yūichi (Drama CD)

#### Gia đình của nhân vật câu lạc bộ báo chí
Aono Kasumi (青野 かすみ, あおの かすみ)
Lồng tiếng bởi: Nanao Haruhi
Aono Kōji (青野 光司, あおの こうじ)
Aono Kyōko (青野 響子, あおの きょうこ)
Lồng tiếng bởi: Kojima Sachiko
Kurono Ageha (黒乃 アゲハ, くろの アゲハ)
Lồng tiếng bởi: Honda Chieko
Shirayuki Tsurara (白雪 つらら, しらゆき つらら)
Lồng tiếng bởi: Minaguchi Yūko
Sendō Fujiko (仙童 不二子, せんどう ふじこ)
Sendō Tamanori (仙童 珠範, せんどう たまのり)
Oyakata-sama (お館様, おやかたさま)
Lồng tiếng bởi: Maeda Toshiko

#### Gia tộc Shuzen
Shuzen Issa (朱染 一茶, しゅぜん いっさ)
Shuzen Gyokuro (朱染 玉露, しゅぜん ぎょくろ)
Akasha Bloodriver (アカーシャ＝ブラッドリバー)
Shuzen Akua (朱染 亞愛, しゅぜん アクア)
Shuzen Kalua (朱染 刈愛, しゅぜん カルア)

#### Otogi no kuni

##### Chỉ huy
Kamen no Ō (仮面の王, かめんのおう)
Alucard (アルカード)

##### Các đơn vị
Fujisaki Miyabi (藤咲 雅, ふじさき みやび)
Yoshii Kiria (吉井 霧亜, よしい キリア)
Kuyō (九曜, くよう)
Lôi Họa (雷禍, ライカ)
Yūki Gairen (幽鬼 骸煉, ユウキ ガイレン)
Kamiya Kanade (神谷 奏, かみや かなで)
Tsubaki Rokurou (椿 六郎,つばき ろくろう)

#### Các gia tộc tại Trung Quốc

##### Gia tộc Hoàng
Đông Phương Bất Bại (東方不敗)
Hoàng Phi Hồng (黄 飛鴻, ウォン フェイフォン)
Hoàng Điềm Điềm (黄 恬恬, ウォン テンテン)

##### Gia tộc Miêu
Miêu Tây Long (苗 西龍, ミャオ シャーロン)
Lộ Điệp (露蝶, ルーティエ)

#### Khác
Yuji Yutaka (由地 豊, ゆじ ゆたか)
Cyclops (サイクロプス)
Lilith (リリス)
Lồng tiếng bởi: Kawamura Maria
Boss (ボス)
Kumocchi (くもっち)
Ushiotoko (牛男, うしおとこ)
Yuki no miko(雪の巫女, ゆきのみこ)
Kawamoto Marin (川本 まりん, かわもと まりん)
Shuei kougyou (集英興業, しゅうえいこうぎょう)
Takahashi (高橋, たかはし)
Jasmine (ジャスミン)

#### Anime
Kasahara Kōzō (笠原 浩蔵, かさはら こうぞう)
Lồng tiếng bởi: Toriumi Kōsuke
Taira Bōzaburō(平 坊三郎, たいら ぼうざぶろう)
Lồng tiếng bởi: Onozuka Takashi
Nagai Kubisaku (長井 首作, ながい くびさく)
Lồng tiếng bởi: Suzuki Chihiro
Oniyama Tonko (鬼山 とん子, おにやま とんこ)
Lồng tiếng bởi: Yahagi Sayuri
Chōno Shijimi (蝶野 しじみ, ちょうの しじみ)
Lồng tiếng bởi: Shindō Kei
Mizuno Sumae (水野 すまえ, みずの すまえ)
Lồng tiếng bởi: Asumi Kana
Komiya Gonzō (小宮 権蔵, こみや ごんぞう)
Lồng tiếng bởi: Sakamaki Mitsuhiro
Apsara (亜婦皿, あぷさら)
Lồng tiếng bởi: Hikami Kyōko
Tosa no Tengu (土佐の天狗, とさのてんぐ)
Lồng tiếng bởi: Horiuchi Kenyū
Sanuki no Shiranui (讃岐の不知火, さぬきのしらぬい)
Lồng tiếng bởi: Horie Kazuma
Iyo no Zashiki Warashi (伊予の座敷童, いよのざしきわらし)
Lồng tiếng bởi: Okitsu Kazuyuki
Awa no Umibōzu (阿波の海坊主, あわのうみぼうず)
Lồng tiếng bởi: Kanemitsu Nobuaki
Mizore no chichi (みぞれの父, みぞれのちち)
Lồng tiếng bởi: Miyake Kenta
Moka no chichi (萌香の父, モカのちち)
Lồng tiếng bởi: Mori Katsuji

#### Trò chơi điện tử
Yūnagi Kotori (夕凪 琴織, ゆうなぎ ことり)
Lồng tiếng bởi: Endō Aya
Amaji Natsuhiko (天路 夏彦, あまじ なつひこ)
Lồng tiếng bởi: Kawano Taketoshi
Otonashi Ran・Rin・Ren (音無 蘭・凛・蓮, おとなし らん・りん・れん)
Lồng tiếng bởi: Megumi Takamoto

## Truyền thông

### Manga
Rosario to Vampire đã bắt đầu đăng trên Monthly Shōnen Jump từ ngày 06 tháng 7 năm 2004
đến ngày 06 tháng 9 năm 2007. Shueisha đã tập hợp các chương lại và phát hành thành 10 tankōbon. Loạt manga này đã được đăng ký bản quyền phát hành tại Bắc Mỹ bởi Viz Media và đã tiến hành việc phát hành từ ngày 08 tháng 6 năm 2008 đần ngày 3 tháng 11 năm 2009.
Loạt manga thứ hai mang tựa Rosario to Vampire: Season II (ロザリオとバンパイア seasonII) bắt đầu đăng trên Jump Square từ ngày 04 tháng 11 năm 2007 đến ngày 19 tháng 4 năm 2014. Các chương sau đó cũng được tập hợp lại và phát hành thành 13 tankōbon. Giống như loạt đầu tiên loạt manga thứ hai này cũng được đăng ký bản quyền bởi Viz Media để phát hành tại Bắc Mỹ.

### Anime
Bộ anime đầu tiên gồm 13 tập được đạo diễn bởi Inagaki Takayuki và thực hiện bởi Gonzo đã phát sóng tại Nhật Bản từ ngày 03 tháng 1 đần 27 tháng 3 năm 2008 trên Tokyo MX, Chiba TV, TV Kanagawa và các kênh truyền hình khác. Bài hát mở đầu mang tên Comsic Love được trình bày bởi Mizuki Nana cũng là người đã lồng tiếng cho nhân vật Akashiya Moka trong bộ anime, bài hát kết thúc mang tên Dance in the Velvet Moon cũng được trình bày bởi Mizuki. Tuy nhiên anime không tập trung vào các cảnh hành động đổ máu như manga mà tập trung vào các tình tiết hài hước lãng mạn và nói những nhân vật bị hạ trong mỗi tập phim là "Quái vật của tuần" giống như đặc trưng của các chương trình tokusatsu hay nói cách khác nó là bộ anime dành cho fan (fanservice). Sáu DVD đã được phát hành bởi Gonzo từ ngày 25 tháng 4 đến ngày 26 tháng 9 năm 2008. Bộ hộp đĩa DVD/BD được phát hành ngày 29 tháng 1 năm 2009.
Bộ anime thứ hai tên Rosario to Vampire Capu2 (ロザリオとバンパイア CAPU2) phát sóng trên kênh TV Osaka từ ngày 02 tháng 10 đến ngày 24 tháng 12 năm 2008 sau đó tiếp tục được chiếu trên các kênh khác. Giống như bộ anime đầu Inagaki Takayuki tiếp tục vai trò đạo diễn của mình và Gonzo phát triển nó, Mizuki Nana là người trình bày bài hát mở đầu và kết thúc. Bài hát mở đầu có tên DISCOTHEQUE và bài hát kết thúc có tên Trinity Cross. Sáu DVD đã được phát hành từ ngày 21 tháng 12 năm 2008 đến ngày 22 tháng 5 năm 2009. Bộ hộp đĩa DVD/BD được phát hành ngày 19 tháng 3 năm 2009. Funimation Entertainment đã đăng ký bản quyền phát hành cho cả hai bộ anime cho thị trường Bắc Mỹ và có kế hoạch phát hành trong năm 2011. Các tập có phụ đề tiếng Anh của cả hai bộ anime đều được chiếu trực tiếp trên website của Funimation.

### Drama CD
Drama CD được phát hành bởi Pioneer LDC vào ngày 25 tháng 7 năm 2008. Hầu hết những người lồng tiếng là những người đã tham gia việc thực hiện lồng tiếng các nhân vật trong anime.

### Internet Radio
Chương trình Internet Radio được phát để giới thiệu cho bộ anime có tên Radio! Rosario to Vampire (ラジオ!ロザリオとバンパイア, Rajio! Rozario to Banpaia) đã phát sóng trên Onsen từ ngày 27 tháng 12 năm 2007 đến ngày 27 tháng 3 năm 2008. Một chương trình khác để giới thiệu cho bộ anime thứ hai có tên Radio! Rosario to Vampire Capu2 (ラジオ：ラジオ!ロザリオとバンパイア CAPU2, Rajio! Rozario to Banpaia Capu2) cũng được phát trên Onsen từ ngày 23 tháng 10 năm 2008 đến ngày 23 tháng 3 năm 2009. Với người dẫn chương trình là Fukuen Misato và Koyama Kimiko, người lồng tiếng là người đã lồng tiếng cho nhân vật Kurono Kurumu và Sendo Yukari. Đĩa CD của chương trình radio đầu tiên được phát hành bởi Sony Music Entertainment vào ngày 06 tháng 8 năm 2008 và đĩa CD của chương trình radio thứ hai phát hành vào ngày 24 tháng 6 năm 2009.

### Trò chơi điện tử
Có hai visual novel đã được phát hành. Một mang tựa là Rosario to Vampire: Tanabata no Miss Yōkai Gakuen (ロザリオとバンパイア 七夕のミス陽海学園) phát triển bởi Capcom và phát hành vào ngày 30 tháng 3 năm 2008 cho hệ máy Nintendo DS. Visual novel thứ hai mang tựa Rosario to Vampire Capu2: Koi to Yume no Rhapsodia (ロザリオとバンパイア CAPU2 恋と夢の狂想曲（ラプソディア）) phát triển bởi Compile Heart và phát hành vào ngày 23 tháng 7 năm 2009 cho hệ PlayStation 2. Cả hai tựa này đều có nhân vật mới khác nhau chỉ có trong game.

### Âm nhạc
Bộ anime thứ nhất có hai bài hát chủ đề, một mở đầu và một kết thúc. Bài hát mở đầu có tên COSMIC LOVE, bài hát này cũng dùng làm bài hát kết thúc cho tập 1 và 13. Bài hát kết thúc có tên Dancing in the velvet moon. Cả hai bài hát đều do Mizuki Nana trình bày, đĩa đơn chứa hai bài hát đã phát hành vào ngày 06 tháng 2 năm 2008.
Các đĩa đơn chứa các bài hát do các nhân vật thể hiện trong bộ anime đầu được phát hành bởi King Records. Ba đĩa của ba nhân vật đầu tiên là Akashiya Moka (Mizuki Nana), Kurono Kurumu (Fukuen) và Sendo Yukari (Koyama) phát hành vào ngày 14 tháng 2 năm 2008. Hai đĩa của hai nhân vật sau đó là Shirayuki Mizore (Kugimiya Rie) và Tojyo Rubi (Chiba Saeko)đã được phát hành ngày 26 tháng 3 năm 2008 cùng với một đĩa mọi nhân vật cùng hát thì tổng cộng đã có 6 đĩa đơn được phát hành.
| STARCAMP EP      | STARCAMP EP                  | STARCAMP EP |
| STT              | Nhan đề                      | Thời lượng  |
| ---------------- | ---------------------------- | ----------- |
| 1.               | "Astrogation"                | 4:33        |
| 2.               | "COSMIC LOVE"                | 4:30        |
| 3.               | "Dancing in the velvet moon" | 4:34        |
| 4.               | "Soradokei (空時計)"         | 4:04        |
| Tổng thời lượng: | Tổng thời lượng:             | 17:41       |

| "Rosario to Vampire" Character Song 1 Akashiya Moka (「ロザリオとバンパイア」キャラクターソング 1 赤夜萌香) | "Rosario to Vampire" Character Song 1 Akashiya Moka (「ロザリオとバンパイア」キャラクターソング 1 赤夜萌香) | "Rosario to Vampire" Character Song 1 Akashiya Moka (「ロザリオとバンパイア」キャラクターソング 1 赤夜萌香) |
| STT | Nhan đề | Thời lượng                                                                                                  |
| --- | --- | --- |
| 1. | "Akai Jounetsu (赤い情熱)"                                                                                  | 3:27 |
| 2. | "Akai Sweet Pea (赤いスイートピー)"                                                                         | 3:36 |
| 3. | "Akai Jounetsu off vocals (赤い情熱 off vocals)"                                                            | 3:27 |
| 4. | "Akai Sweet Pea off vocals (赤いスイートピー off vocals)"                                                   | 3:32 |
| Tổng thời lượng:                                                                                            | Tổng thời lượng:                                                                                            | 14:02 |

| "Rosario to Vampire" Character Song 2 Kurono Kurumu (「ロザリオとバンパイア」キャラクターソング 2 黒乃胡夢) | "Rosario to Vampire" Character Song 2 Kurono Kurumu (「ロザリオとバンパイア」キャラクターソング 2 黒乃胡夢) | "Rosario to Vampire" Character Song 2 Kurono Kurumu (「ロザリオとバンパイア」キャラクターソング 2 黒乃胡夢) |
| STT | Nhan đề | Thời lượng                                                                                                  |
| --- | --- | --- |
| 1. | "Nagisa no Deka Melon (渚のデカメロン)"                                                                     | 4:13 |
| 2. | "Toki ni Ai wa (時に愛は)"                                                                                  | 4:03 |
| 3. | "Nagisa no Deka Melon off vocals (渚のデカメロン off vocals)"                                               | 4:13 |
| 4. | "Toki ni Ai wa off vocals (時に愛は off vocals)"                                                            | 3:59 |
| Tổng thời lượng:                                                                                            | Tổng thời lượng:                                                                                            | 16:28 |

| "Rosario to Vampire" Character Song 3 Sendo Yukari (「ロザリオとバンパイア」キャラクターソング 3 仙童紫) | "Rosario to Vampire" Character Song 3 Sendo Yukari (「ロザリオとバンパイア」キャラクターソング 3 仙童紫) | "Rosario to Vampire" Character Song 3 Sendo Yukari (「ロザリオとバンパイア」キャラクターソング 3 仙童紫) |
| STT | Nhan đề                                                                                                  | Thời lượng                                                                                               |
| --- | --- | --- |
| 1. | "Magical Romance (マジカルロマンス)"                                                                     | 2:44 |
| 2. | "Delicate ni Suki ni shite (デリケートに好きして)"                                                       | 3:23 |
| 3. | "Magical Romance off Vocals (マジカルロマンス off Vocals)"                                               | 2:43 |
| 4. | "Delicate ni Suki ni shite off Vocals (デリケートに好きして off Vocals)"                                 | 3:20 |
| Tổng thời lượng:                                                                                         | Tổng thời lượng:                                                                                         | 12:10 |

| "Rosario to Vampire" Character Song 4 Shirayuki Mizore (「ロザリオとバンパイア」キャラクターソング 4 白雪みぞれ) | "Rosario to Vampire" Character Song 4 Shirayuki Mizore (「ロザリオとバンパイア」キャラクターソング 4 白雪みぞれ) | "Rosario to Vampire" Character Song 4 Shirayuki Mizore (「ロザリオとバンパイア」キャラクターソング 4 白雪みぞれ) |
| STT | Nhan đề | Thời lượng |
| --- | --- | --- |
| 1. | "Yukidoke no Koigokoro (雪解けの恋心)"                                                                           | 3:20 |
| 2. | "Slow Motion (スローモーション)"                                                                                 | 4:01 |
| 3. | "Yukidoke no Koigokoro off Vocals (雪解けの恋心 off Vocals)"                                                     | 3:20 |
| 4. | "Slow Motion off Vocals (スローモーション off Vocals)"                                                           | 4:01 |
| Tổng thời lượng:                                                                                                 | Tổng thời lượng:                                                                                                 | 14:42 |

| "Rosario to Vampire" Character Song 5 Tojyo Rubi (「ロザリオとバンパイア」キャラクターソング 5 橙条瑠妃) | "Rosario to Vampire" Character Song 5 Tojyo Rubi (「ロザリオとバンパイア」キャラクターソング 5 橙条瑠妃) | "Rosario to Vampire" Character Song 5 Tojyo Rubi (「ロザリオとバンパイア」キャラクターソング 5 橙条瑠妃) |
| STT | Nhan đề                                                                                                  | Thời lượng                                                                                               |
| --- | --- | --- |
| 1. | "Tomodachi da yo... (友達だよ…)"                                                                         | 4:28 |
| 2. | "Hanashikake Takatta (話しかけたかった)"                                                                 | 4:28 |
| 3. | "Tomodachi da yo... off vocals (友達だよ… off vocals)"                                                   | 4:27 |
| 4. | "Hanashikake Takatta off vocals (話しかけたかった off vocals)"                                           | 4:26 |
| Tổng thời lượng:                                                                                         | Tổng thời lượng:                                                                                         | 17:49 |

| "Rosario to Vampire" Character Song 6 The・Kapucchu (「ロザリオとバンパイア」キャラクターソング 6 ザ・かぷっちゅ) | "Rosario to Vampire" Character Song 6 The・Kapucchu (「ロザリオとバンパイア」キャラクターソング 6 ザ・かぷっちゅ) | "Rosario to Vampire" Character Song 6 The・Kapucchu (「ロザリオとバンパイア」キャラクターソング 6 ザ・かぷっちゅ) |
| STT | Nhan đề | Thời lượng |
| --- | --- | --- |
| 1. | "Tsumetai Rosario (冷たいロザリオ)"                                                                               | 4:13 |
| 2. | "Toki no Kawa wo Koete (時の河を越えて)"                                                                          | 3:52 |
| 3. | "Tsumetai Rosario off vocals (冷たいロザリオ off vocals)"                                                         | 4:13 |
| 4. | "Toki no Kawa wo Koete off vocals (時の河を越えて off vocals)"                                                    | 3:50 |
| Tổng thời lượng:                                                                                                  | Tổng thời lượng:                                                                                                  | 16:08 |

Bộ anime thứ hai cũng có hai bài hát chủ đề, một mở đầu và một kết thúc. Bài hát mở đầu có tên DISCOTHEQUE, bài hát này cũng dùng làm bài hát kết thúc cho tập 1 và 13. Bài hát kết thúc có tên Trinity Cross. Cả hai bài hát đều do Mizuki Nana trình bày, đĩa đơn chứa hai bài hát đã phát hành vào ngày 01 tháng 10 năm 2008.
Các đĩa đơn của bộ anime thứ hai cũng đã được phát hành. Bốn đĩa đầu tiên của bốn nhân vật Moka, Shuzen Kokoa (Saito Chiwa), Kurumu và Yukari đã dược phát hành vào ngày 29 tháng 10 năm 2008. Hai đĩa đơn sau đó của hai nhân vật Mizore và Ruby phát hành vào ngày 26 tháng 11 năm 2008 cùng với một đĩa mọi nhân vật cùng hát. Một album mang tên Rosario to Vampire Idol Cover BEST (ロザリオとバンパイア アイドルカバーBEST) chứa các bài hát do các nhân vật trình bày đã phát hành vào ngày 18 tháng 2 năm 2009.
| Trickster        | Trickster        | Trickster  |
| STT              | Nhan đề          | Thời lượng |
| ---------------- | ---------------- | ---------- |
| 1.               | "Trickster"      | 3:49       |
| 2.               | "DISCOTHEQUE"    | 3:59       |
| 3.               | "Trinity Cross"  | 4:26       |
| Tổng thời lượng: | Tổng thời lượng: | 12:14      |

| "Rosario to Vampire Capu2" Character Song 1 Akashiya Moka (「ロザリオとバンパイアCAPU2」キャラクターソング 1 赤夜萌香) | "Rosario to Vampire Capu2" Character Song 1 Akashiya Moka (「ロザリオとバンパイアCAPU2」キャラクターソング 1 赤夜萌香) | "Rosario to Vampire Capu2" Character Song 1 Akashiya Moka (「ロザリオとバンパイアCAPU2」キャラクターソング 1 赤夜萌香) |
| STT | Nhan đề | Thời lượng |
| --- | --- | --- |
| 1. | "Anata ni Kapucchu! (あなたにカプッchu!)"                                                                              | 4:09 |
| 2. | "DESIRE -Jounetsu- (DESIRE -情熱ー)"                                                                                   | 4:24 |
| 3. | "Anata ni Kapucchu! (off Vocals) (あなたにカプッchu! (off Vocals))"                                                    | 4:08 |
| 4. | "DESIRE -Jounetsu- (off Vocals) (DESIRE -情熱ー (off Vocals))"                                                         | 4:22 |
| Tổng thời lượng: | Tổng thời lượng: | 17:03 |

| "Rosario to Vampire Capu2" Character Song 2 Shuzen Kokoa (「ロザリオとバンパイアCAPU2」キャラクターソング 2 朱染心愛) | "Rosario to Vampire Capu2" Character Song 2 Shuzen Kokoa (「ロザリオとバンパイアCAPU2」キャラクターソング 2 朱染心愛) | "Rosario to Vampire Capu2" Character Song 2 Shuzen Kokoa (「ロザリオとバンパイアCAPU2」キャラクターソング 2 朱染心愛) |
| STT | Nhan đề | Thời lượng |
| --- | --- | --- |
| 1. | "Positive☆Rock n Roll (ポジティブ☆ロケンロー)"                                                                        | 3:47 |
| 2. | "Shiroi Honoo (白い炎)"                                                                                               | 4:10 |
| 3. | "Positive☆Rock n Roll (off Vocals) (ポジティブ☆ロケンロー (off Vocals))"                                              | 3:47 |
| 4. | "Shiroi Honoo (off Vocals) (白い炎 (off Vocals))"                                                                     | 4:07 |
| Tổng thời lượng: | Tổng thời lượng: | 15:51 |

| "Rosario to Vampire Capu2" Character Song 3 Kurono Kurumu (「ロザリオとバンパイアCAPU2」キャラクターソング 3 黒乃胡夢) | "Rosario to Vampire Capu2" Character Song 3 Kurono Kurumu (「ロザリオとバンパイアCAPU2」キャラクターソング 3 黒乃胡夢) | "Rosario to Vampire Capu2" Character Song 3 Kurono Kurumu (「ロザリオとバンパイアCAPU2」キャラクターソング 3 黒乃胡夢) |
| STT | Nhan đề | Thời lượng |
| --- | --- | --- |
| 1. | "Yafunanoni... (やふなのに…)"                                                                                          | 4:39 |
| 2. | "Smile・For・Me (スマイル・フォー・ミー)"                                                                              | 3:37 |
| 3. | "Yafunanoni... (off Vocals) (やふなのに… (off Vocals))"                                                                | 4:39 |
| 4. | "Smile・For・Me (off Vocals) (スマイル・フォー・ミー (off Vocals))"                                                    | 3:33 |
| Tổng thời lượng: | Tổng thời lượng: | 16:28 |

| "Rosario to Vampire Capu2" Character Song 4 Sendou Yukari (「ロザリオとバンパイアCAPU2」キャラクターソング 4 仙童紫) | "Rosario to Vampire Capu2" Character Song 4 Sendou Yukari (「ロザリオとバンパイアCAPU2」キャラクターソング 4 仙童紫) | "Rosario to Vampire Capu2" Character Song 4 Sendou Yukari (「ロザリオとバンパイアCAPU2」キャラクターソング 4 仙童紫) |
| STT | Nhan đề | Thời lượng |
| --- | --- | --- |
| 1. | "Majokko ♥ Onna no Ko (魔女っコ ♥ 女のコ)"                                                                           | 2:58 |
| 2. | "Sabishii Nettaigyo (淋しい熱帯魚)"                                                                                  | 4:31 |
| 3. | "Majokko ♥ Onna no Ko (off Vocals) (魔女っコ ♥ 女のコ (off Vocals))"                                                 | 2:58 |
| 4. | "Sabishii Nettaigyo (off Vocals) (淋しい熱帯魚 (off Vocals))"                                                        | 4:28 |
| Tổng thời lượng: | Tổng thời lượng: | 14:55 |

| "Rosario to Vampire Capu2" Character Song 5 Shirayuki Mizore (「ロザリオとバンパイアCAPU2」キャラクターソング 5 白雪みぞれ) | "Rosario to Vampire Capu2" Character Song 5 Shirayuki Mizore (「ロザリオとバンパイアCAPU2」キャラクターソング 5 白雪みぞれ) | "Rosario to Vampire Capu2" Character Song 5 Shirayuki Mizore (「ロザリオとバンパイアCAPU2」キャラクターソング 5 白雪みぞれ) |
| STT | Nhan đề | Thời lượng |
| --- | --- | --- |
| 1. | "Snowstorm" | 3:29 |
| 2. | "Say Yes!" | 4:14 |
| 3. | "Snowstorm (off Vocals)" | 3:28 |
| 4. | "Say Yes! (off Vocals)" | 4:11 |
| Tổng thời lượng: | Tổng thời lượng: | 15:22 |

| "Rosario to Vampire Capu2" Character Song 6 Tojyo Rubi (「ロザリオとバンパイアCAPU2」キャラクターソング 6 橙条瑠妃) | "Rosario to Vampire Capu2" Character Song 6 Tojyo Rubi (「ロザリオとバンパイアCAPU2」キャラクターソング 6 橙条瑠妃) | "Rosario to Vampire Capu2" Character Song 6 Tojyo Rubi (「ロザリオとバンパイアCAPU2」キャラクターソング 6 橙条瑠妃) |
| STT | Nhan đề | Thời lượng |
| --- | --- | --- |
| 1. | "Orange no Kaerimichi (オレンジの帰り道)"                                                                           | 4:10 |
| 2. | "Shinkokyuu Shite (深呼吸して)"                                                                                     | 3:49 |
| 3. | "Orange no Kaerimichi (off Vocals) (オレンジの帰り道 (off Vocals))"                                                 | 4:09 |
| 4. | "Shinkokyuu Shite (off Vocals) (深呼吸して (off Vocals))"                                                           | 3:46 |
| Tổng thời lượng: | Tổng thời lượng: | 15:54 |

| "Rosario to Vampire Capu2" Character Song 7 The・Kapucchu (「ロザリオとバンパイアCAPU2」キャラクターソング 7 ザ・かぷっちゅ) | "Rosario to Vampire Capu2" Character Song 7 The・Kapucchu (「ロザリオとバンパイアCAPU2」キャラクターソング 7 ザ・かぷっちゅ) | "Rosario to Vampire Capu2" Character Song 7 The・Kapucchu (「ロザリオとバンパイアCAPU2」キャラクターソング 7 ザ・かぷっちゅ) |
| STT | Nhan đề | Thời lượng |
| --- | --- | --- |
| 1. | "Shalala -Watashi ni Kureta Mono- (Shalala -私にくれた物ー)"                                                                 | 3:34 |
| 2. | "Hyakuman Kai no Je Taime (百万回のジュテームで)"                                                                            | 3:40 |
| 3. | "Shalala -Watashi ni Kureta Mono- (off Vocals) (Shalala -私にくれた物ー (off Vocals))"                                       | 3:34 |
| 4. | "Hyakuman Kai no Je Taime (off Vocals) (百万回のジュテームで (off Vocals))"                                                  | 3:37 |
| Tổng thời lượng: | Tổng thời lượng: | 14:25 |

| "Rosario to Vampire" Idol Cover Best (「ロザリオとバンパイア」アイドルカバーBEST) | "Rosario to Vampire" Idol Cover Best (「ロザリオとバンパイア」アイドルカバーBEST) | "Rosario to Vampire" Idol Cover Best (「ロザリオとバンパイア」アイドルカバーBEST) |
| STT                                                                               | Nhan đề                                                                           | Thời lượng                                                                        |
| --------------------------------------------------------------------------------- | --------------------------------------------------------------------------------- | --------------------------------------------------------------------------------- |
| 1.                                                                                | "MUGO・N...iroppoi (MUGO・ん…色っぽい)"                                           | 3:56                                                                              |
| 2.                                                                                | "Smile・For・Me (スマイル・フォー・ミー)"                                         | 3:35                                                                              |
| 3.                                                                                | "Delicate ni Suki Shite (デリケートに好きして)"                                   | 3:21                                                                              |
| 4.                                                                                | "Slow Motion (スローモーション)"                                                  | 4:03                                                                              |
| 5.                                                                                | "Hanashi Kake Takatta (話かけたかった)"                                           | 4:27                                                                              |
| 6.                                                                                | "EQUAL Romance (EQUALロマンス)"                                                   | 4:31                                                                              |
| 7.                                                                                | "DESIRE -Jounetsu- (DESIRE-情熱ー)"                                               | 4:24                                                                              |
| 8.                                                                                | "Shiroi Honoo (白い炎)"                                                           | 4:09                                                                              |
| 9.                                                                                | "Toki ni Ai wa (時に愛は)"                                                        | 4:01                                                                              |
| 10.                                                                               | "Sabishii Nettaigyo (淋しい熱帯魚)"                                               | 4:29                                                                              |
| 11.                                                                               | "Say Yes!"                                                                        | 4:12                                                                              |
| 12.                                                                               | "Shinkokyuu Shite (深呼吸して)"                                                   | 3:47                                                                              |
| 13.                                                                               | "Akai Sweet Pea (赤いスイートピー)"                                               | 3:33                                                                              |
| 14.                                                                               | "Toki no Kawa wo Koete (時の河をこえて)"                                          | 3:50                                                                              |
| Tổng thời lượng:                                                                  | Tổng thời lượng:                                                                  | 56:18                                                                             |

Album chứa các bản nhạc dùng trong hai bộ anime này đã phát hành vào ngày 25 tháng 12 năm 2008.
| Rosario to Vampire Original Soundtrack (ロザリオとバンパイア オリジナルサウンドトラック) | Rosario to Vampire Original Soundtrack (ロザリオとバンパイア オリジナルサウンドトラック) | Rosario to Vampire Original Soundtrack (ロザリオとバンパイア オリジナルサウンドトラック) |
| STT                                                                                      | Nhan đề                                                                                  | Thời lượng                                                                               |
| ---------------------------------------------------------------------------------------- | ---------------------------------------------------------------------------------------- | ---------------------------------------------------------------------------------------- |
| 1.                                                                                       | "COSMIC LOVE (TV-SIZE)"                                                                  | 1:36                                                                                     |
| 2.                                                                                       | "DISCOTHEQUE (TV-SIZE)"                                                                  | 1:36                                                                                     |
| 3.                                                                                       | "Youkai Gakuen (妖怪学園)"                                                               | 2:17                                                                                     |
| 4.                                                                                       | "Gakuen Seikatsu (学園生活)"                                                             | 1:38                                                                                     |
| 5.                                                                                       | "Churu Churu Paya Paya! (チュルチュルパヤパヤ!)"                                         | 1:02                                                                                     |
| 6.                                                                                       | "Vampire no Mori (バンパイアの森)"                                                       | 1:39                                                                                     |
| 7.                                                                                       | "Moka to no Chikai (萌香との誓い)"                                                       | 2:16                                                                                     |
| 8.                                                                                       | "Fuuin Kaijo (封印解除)"                                                                 | 2:27                                                                                     |
| 9.                                                                                       | "Ura Moka Sanjou (裏萌香参上)"                                                           | 1:54                                                                                     |
| 10.                                                                                      | "Aya no Kehai (妖の気配)"                                                                | 2:12                                                                                     |
| 11.                                                                                      | "Youkai Toujou (妖怪登場)"                                                               | 1:35                                                                                     |
| 12.                                                                                      | "Kyouki (狂喜)"                                                                          | 1:37                                                                                     |
| 13.                                                                                      | "Tohoho... (トホホ…)"                                                                    | 1:38                                                                                     |
| 14.                                                                                      | "Hatsukoi (初恋)"                                                                        | 1:35                                                                                     |
| 15.                                                                                      | "Anata to Itsumademo (あなたといつまでも)"                                               | 1:38                                                                                     |
| 16.                                                                                      | "Ame (雨)"                                                                               | 1:41                                                                                     |
| 17.                                                                                      | "Hazumu Kokoro (はずむ心)"                                                               | 1:24                                                                                     |
| 18.                                                                                      | "Ameagari no Koi (雨上がりの恋)"                                                         | 2:13                                                                                     |
| 19.                                                                                      | "Speed Racer (スピードレーサー)"                                                         | 1:34                                                                                     |
| 20.                                                                                      | "Arata na Senkyou (新たな戦況)"                                                          | 1:52                                                                                     |
| 21.                                                                                      | "Gekisen (激戦)"                                                                         | 1:50                                                                                     |
| 22.                                                                                      | "Kyoudai na Teki (巨大な敵)"                                                             | 1:36                                                                                     |
| 23.                                                                                      | "Guzu de Noroma na Kame desu (グズでノロマな亀です)"                                     | 1:24                                                                                     |
| 24.                                                                                      | "Kirakira Sekai (キラキラ世界)"                                                          | 1:09                                                                                     |
| 25.                                                                                      | "Comical (コミカル)"                                                                     | 1:05                                                                                     |
| 26.                                                                                      | "Dabadabada~ (ダバダバダ～)"                                                             | 1:26                                                                                     |
| 27.                                                                                      | "Mahou Shoujo Desuuu (魔法少女ですぅー)"                                                 | 0:14                                                                                     |
| 28.                                                                                      | "Natsu no Hizashi (夏の日差し)"                                                          | 1:35                                                                                     |
| 29.                                                                                      | "Mizore no Theme (みぞれのテーマ)"                                                       | 2:08                                                                                     |
| 30.                                                                                      | "Last Battle (ラストバトル)"                                                             | 1:44                                                                                     |
| 31.                                                                                      | "Vampire no Theme (バンパイアのテーマ)"                                                  | 0:10                                                                                     |
| 32.                                                                                      | "Omote Moka (表萌香)"                                                                    | 0:09                                                                                     |
| 33.                                                                                      | "Ura Moka (裏萌香)"                                                                      | 0:10                                                                                     |
| 34.                                                                                      | "Ketsuzoku (血族)"                                                                       | 2:36                                                                                     |
| 35.                                                                                      | "Paya・Paya (パヤ・パヤ)"                                                                | 1:11                                                                                     |
| 36.                                                                                      | "Dabadaba PART2 (ダバダバPART2)"                                                         | 1:24                                                                                     |
| 37.                                                                                      | "Oh～yeh～♥"                                                                             | 1:19                                                                                     |
| 38.                                                                                      | "Kako no Omoide (過去の思い出)"                                                          | 1:33                                                                                     |
| 39.                                                                                      | "Classmate (クラスメイト)"                                                               | 1:34                                                                                     |
| 40.                                                                                      | "Yuushou no Kimi (夕焼の君)"                                                             | 1:51                                                                                     |
| 41.                                                                                      | "It's a show time"                                                                       | 1:20                                                                                     |
| 42.                                                                                      | "Renai Taifuu (恋愛台風)"                                                                | 1:08                                                                                     |
| 43.                                                                                      | "Ano Musume ni Dogimagi (あの娘にドギマギ)"                                              | 1:05                                                                                     |
| 44.                                                                                      | "Ano Musume to Ichaicha (あの娘とイチャイチャ)"                                          | 1:09                                                                                     |
| 45.                                                                                      | "Shin So (真祖)"                                                                         | 2:13                                                                                     |
| 46.                                                                                      | "COSMIC LOVE (Piano Arrange) (COSMIC LOVE (ピアノアレンジ))"                             | 2:25                                                                                     |
| 47.                                                                                      | "DISCOTHEQUE (Strings Arrange) (DISCOTHEQUE (ストリングスアレンジ))"                     | 2:17                                                                                     |
| 48.                                                                                      | "Daning in the velvet moon (TV-SIZE)"                                                    | 1:42                                                                                     |
| 49.                                                                                      | "Trinity Cross (TV-SIZE)"                                                                | 1:39                                                                                     |
| Tổng thời lượng:                                                                         | Tổng thời lượng:                                                                         | 1:16:30                                                                                  |

## Đón nhận
THEM Anime Reviews đã cho thấy rất nhiều ý kiến trái ngược nhau về các bộ anime. Hầu hết chỉ trích là do nó sử dụng công thức "Quái vật của tuần" cho từng tập phim thường xuyên. Ngược lại nhân vật Moka được đánh giá là hấp dẫn hơn trong anime, nhưng lại được sử dụng không hết khả năng.